# Frohnlach
Frohnlach ist ein Gemeindeteil von Ebersdorf bei Coburg im oberfränkischen Landkreis Coburg.

## Geographie
Frohnlach ist der östlichste Gemeindeteil und mit zirka 2000 Einwohnern nach Ebersdorf der zweitgrößte. Das Dorf liegt an der B 303 südöstlich von Coburg nahe der Grenze zu Thüringen.

## Geschichte

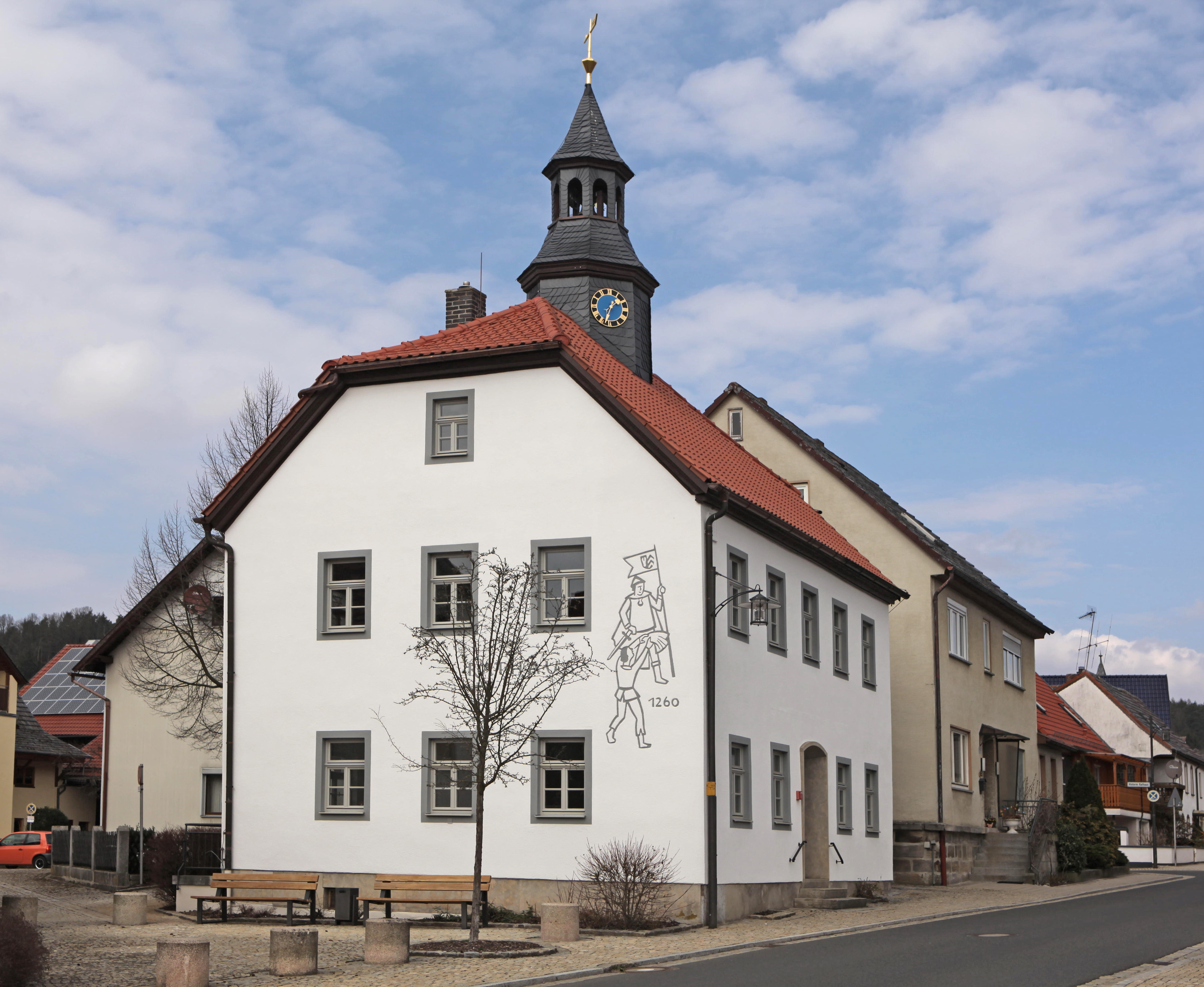
Ehemaliges Rathaus

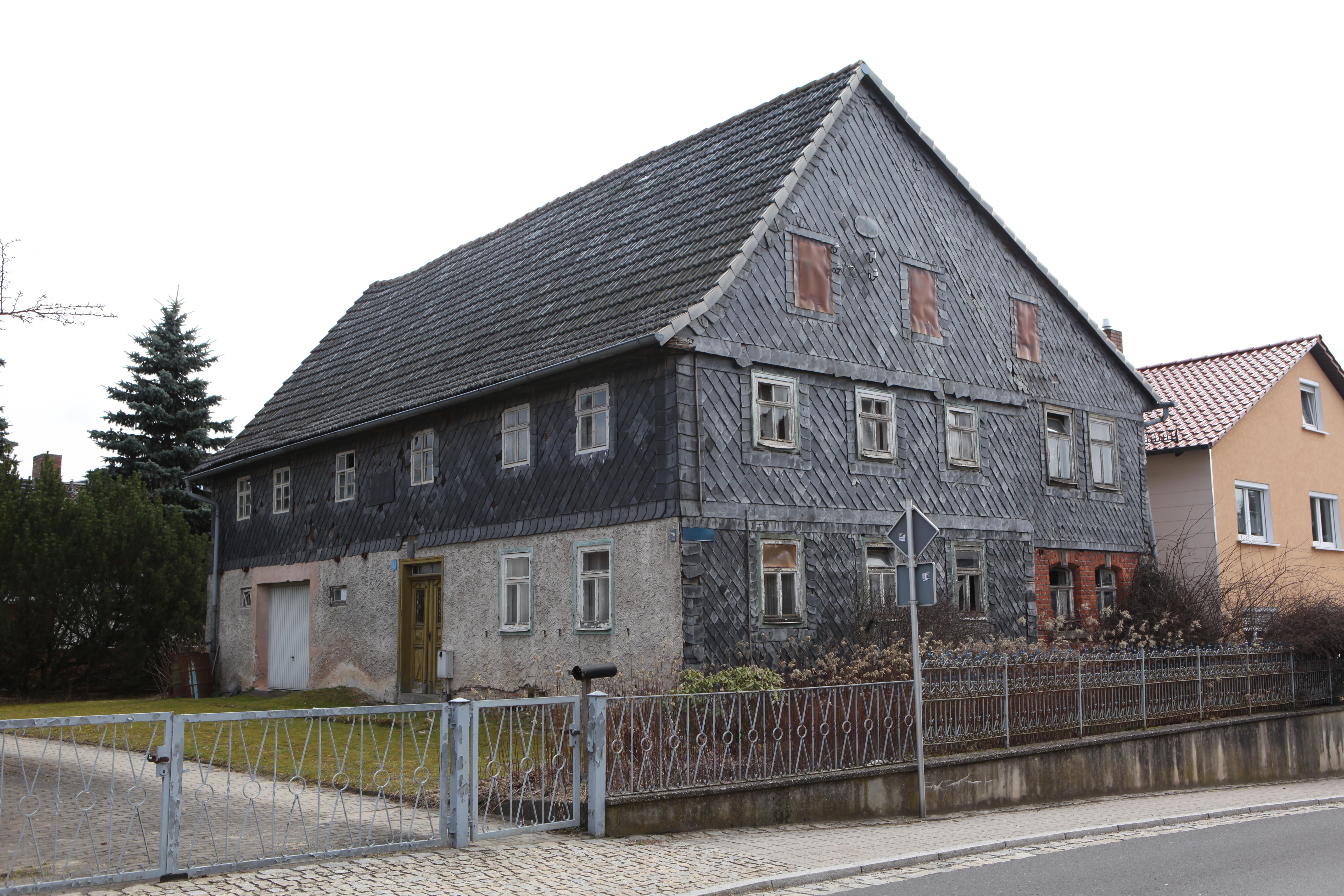
Kellergasse 1, Fachwerkhaus von 1854

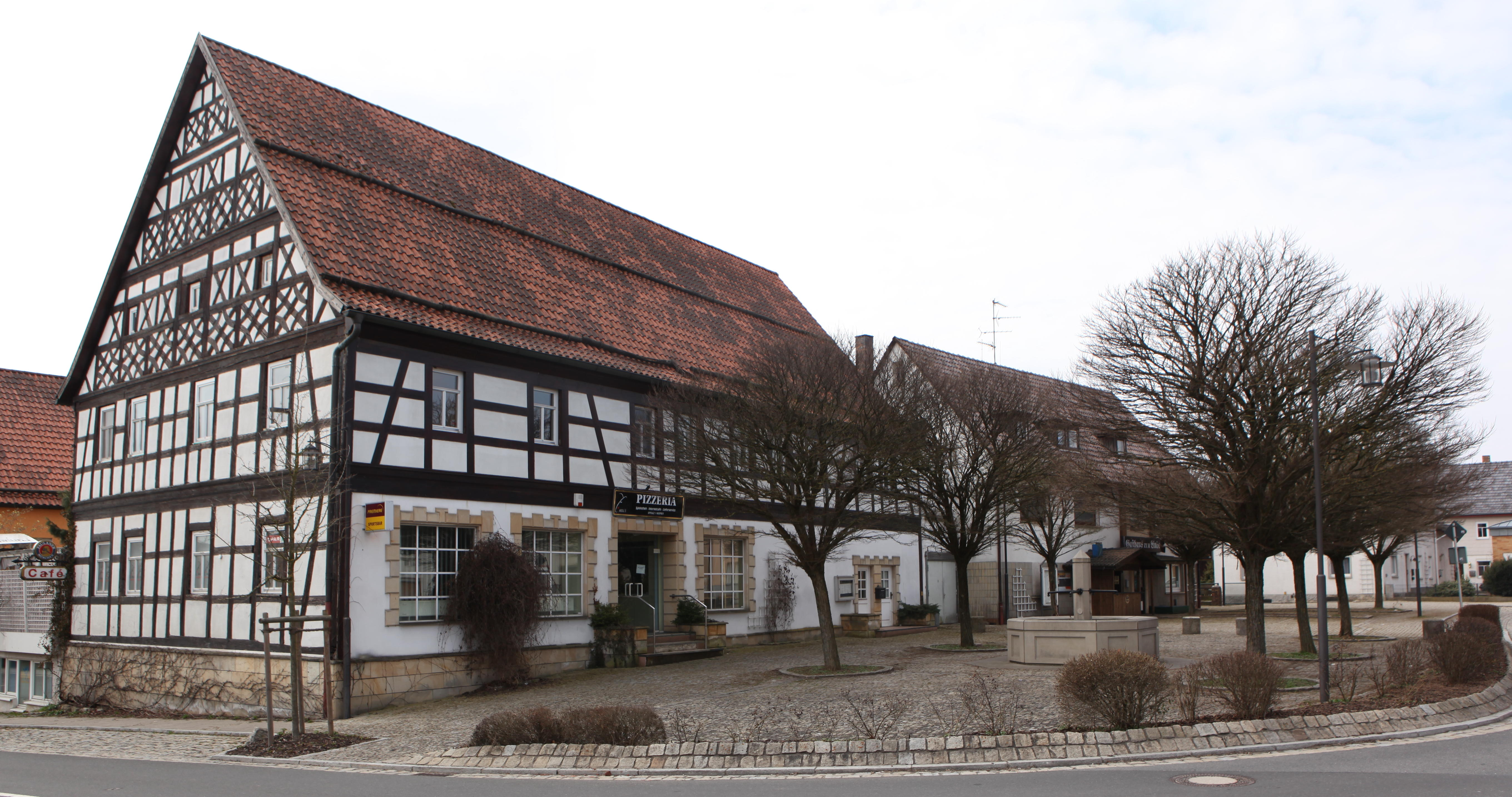
Hauptstraße 1, ehemaliges Gasthaus Goldener Adler

An den Grenzen des Lichtenfelser Forstes, den 1070 Markgräfin Alberada dem Hochstift Bamberg übertrug, entstand im 11. Jahrhundert durch Rodungsarbeiten der Ort „vronenloh“, was so viel wie Herrenwald bedeutet. Erstmals urkundlich erwähnt wurde Frohnlach im Jahre 1260, als der Gründer des Klosters Sonnefeld, Heinrich II. von Sonneberg, das Dorf von „Otnandus de sleten“ (von Kirchschletten bei Zapfendorf) gekauft hatte. Nach einer Urkunde des Bischofs von Bamberg kam Heinrich II. von Sonneberg am 7. Januar 1260 in den Dom zu Bamberg und zeigte durch Niederlegen seiner Kapuze auf den Altar des heiligen Petrus an, dass er die Dörfer Ebersdorf und Frohnlach, die er zum Teil vom Bischof und der Bamberger Kirche zu Lehen besaß, diesem übergab. Auf Wunsch Heinrichs wurden die Güter der ehrwürdigen Frau Äbtissin des Zisterzienserinnenklosters Maidbronn bei Würzburg übertragen. Die Äbtissin wurde beauftragt, mit den Nonnen ihres Klosters ein neues Kloster Sunnental zu errichten, das „Superius Eberhartsdorf“ genannt wurde und es in ihren besonderen Schutz zu nehmen.
Am 23. April 1260 übergab Heinrich II. von Sonneberg dem neu gegründeten Kloster das Dorf Frohnlach und am 29. Juli 1264 übertrugen Heinrich und seine Ehefrau Kunigundis ihre Güter dem nun fertiggestellten Kloster Sonnefeld, darunter das vom Bischof zu Bamberg gelehnte Dorf Frohnlach. Im Jahre 1281 verehrte Dietrich von Kulmbach die Einkünfte von Frohnlach dem Kloster zum zweiten Male und 1285 schenkte Konrad von Wildberg das Dorf Frohnlach mit allen Gütern und Einkünften dem Kloster zum dritten Male.
Frohnlach blieb im Eigentum des Klosters Sonnefeld. Die Bewohner erhielten vom Kloster die Grundstücke zur Bewirtschaftung und hatten dafür den Zehnt abzuliefern sowie Frondienste zu leisten. Der Ort Forke soll in Frohnlach aufgegangen sein. 1508 besaß Frohnlach 25 wehrfähige Männer, die mit 25 Sturmhauben, 12 Goller, 19 Brustpanzern, 3 Paar Armschienen, 28 Spießen, 5 Hellebarden, 2 Büchsen und 25 Messern ausgerüstet waren. Als 1532 das Kloster Sonnefeld nach der Reformation aufgehoben wurde, kam Frohnlach unter die grundherrliche Oberhoheit des weltlichen Justizamtes Sonnefeld. Frohnlach muss um 1400 Stadtrechte besessen haben, denn 1467 und in der Folgezeit wehrten sich die Frohnlacher gegen die Einschränkung der Gewerbegerechtigkeiten.

### Erste urkundliche Erwähnung
Der Lichtenfelser Forst, ein ehemaliger Reichswald, war im 10. Jahrhundert im Besitz des Klosters Fulda. Er kam im Jahre 1070 bei der Gründung des Klosters Banz durch die Markgräfin Alberada zum Hochstift Bamberg und war später für das Kloster Sonnefeld und eine Anzahl dem Kloster gehörenden Dörfer von großer Bedeutung.
Durch die Übergabe des Lichtenfelser Forstes an Bamberg wurde der südöstliche Teil des ehemaligen Coburger Landes Grenzgebiet zwischen dem Bistum Fulda und dem Hochstift Bamberg.
An den Grenzen und in den Lichtungen des Lichtenfelser Forstes entstanden vom 11. Jahrhundert an, meistens durch Rodungsarbeiten, einzelne Ansiedlungen und Dörfer. Eines dieser Dörfer war Frohnlach. Frohnlach oder „Vronenloh“, wie es damals genannt wurde, bedeutet Herrenwald, was auf die Nähe zum ehemaligen Reichswald, den Lichtenfelser Forst, hindeutet. Die Aufzeichnungen begannen mit dem Bau des Klosters Sonnefeld im Jahre 1260. Es ist aber mit großer Wahrscheinlichkeit anzunehmen, dass Frohnlach noch älter ist.
Der Gründer des Klosters Sonnefeld war Heinrich II. von Sonneberg. Gelegentlich wird auch auf dessen Bruder Eberhard zu Sonnerberg als Gründer der Dörfer verwiesen. Heinrich II. hatte das Dorf Frohnlach unter anderem von „Otnandus de sleten“ (Kirchschletten bei Zapfendorf) gekauft. Sein Vater Heinrich I. von Sonneberg stand als Vogt im Dienste des Klosters von Saalfeld und war für die Verwaltung der Güter im Raum Coburg zuständig. In dieser Position leitete er die Probstei in Coburg (heutiges Ämtergebäude). Er hatte viele Güter veruntreut und in diesem Zuge unter anderem das Dorf Frohnlach mehrfach verkauft. Nach Bekanntwerden wurde er aus der Kirche ausgestoßen (exkommuniziert), was bedeutete, dass er nach seinem Tode nicht in den Himmel kommen konnte. Seinem Sohn hat er auf dem Todenbett das Versprechen abgenommen, diese Untat zu sühnen und die veruntreuten Güter wieder an die Kirche zurückzugeben.
Heinrich II. von Sonneberg kam wohl nach einer Urkunde des Bischofs von Bamberg am 7. Januar 1260 in den Dom zu Bamberg und zeigte durch Niederlegen seiner Kapuze auf den Altar des heiligen Peter an, dass er die Dörfer Ebersdorf und Frohnlach, die er zum Teil vom Bischof und der Bamberger Kirche zu Lehen besaß, diesem übergab. Hierzu hatte er die Dörfer von mehreren Eigentümern zurückkaufen müssen. Auf Wunsch Heinrichs wurden die Güter an die Äbtissin des Zisterzienserinnenklosters Maidbronn bei Würzburg übertragen. Diese war im Übrigen die Schwester von Heinrich II. von Sonneberg. Sie wurde beauftragt, mit den Nonnen ihres Klosters ein neues Kloster Sunnental zu gründen, das „Superius Eberharts-Dorf“ genannt wurde. Das neue Kloster durfte aus dem Lichtenfelser Forst Bau- und Nutzholz beziehen.
In einer Urkunde des gleichen Datums bestätigt die Äbtissin Jutta von Maidbronn diese Schenkung und den Auftrag, ein neues Kloster zu gründen. Bereits im Jahr 1260 bzw. 1264 war das Kloster Maidbronn auf seinem Höhepunkt, denn damals konnte es einen Gründungskonvent in das Zisterzienserinnenkloster Sonnefeld nach Oberfranken entsenden.
Am 13. Februar 1260 erteilte der Bischof Iringus von Würzburg als zuständiger Diözesanbischof seine Zustimmung zur Gründung des Klosters auf der Birkenleite bei Frohnlach. Er bestätigt dem Kloster die Freiheiten des Zisterzienserordens und verbot wie schon der Bischof von Bamberg, Vögte über die Klöstergüter zu setzen. Am 23. April 1260 übergab Heinrich von Sonneberg dem neu gegründeten Kloster als erste Mitgabe das Dorf Frohnlach und am 29. Juli 1264 übertrugen Heinrich und seine Ehefrau Kunigundis ihre Güter dem fertiggestellten Kloster Sonnefeld mit dem vom Bischof zu Bamberg zu Lehen gegebenen Dorf Frohnlach sowie drei Mansen in „schnien“, diese jedoch ohne den Zehent. Im Jahre 1281 wurden die Einkünfte von Frohnlach dem Kloster zum zweiten Mal von Dietrich von Kulmbach verehrt, und 1285 schenkte Konrad von Wildberg das Dorf Frohnlach mit allen Gütern und Einkünften dem Kloster zum dritten Male.
Bisher waren die Geschichts- und Heimatforscher der Auffassung, dass die Gründung des Klosters Sonnefeld in Ebersdorf oder Frohnlach nur geplant gewesen sei und nicht zur Ausführung kam. Walter Lorenz aus Coburg hat in seiner Doktorarbeit Campus Solis (Geschichte des Klosters Sonnefeld) den Beweis erbracht, dass das Kloster im Jahre 1264 völlig eingerichtet und mit Nonnen besetzt war. Eine genaue Lage des Klosters ist bis heute nicht bekannt. Da aber in den Stiftungsurkunden einmal von Ebersdorf und das andere Mal von Frohnlach die Rede ist, ist anzunehmen, dass das Kloster wahrscheinlich am oder auf dem Altfrohnlachsberg in der Nähe der Flurgrenze von Ebersdorf und Frohnlach stand. Die Urkunde des Gründers aus dem Jahre 1264 besagt am Schluss: „Und so wurde die Kongregation und der Konvent der Nonnen in Ebersdorf eingeweiht und unter glücklichen Vorzeichen Sonnefeld genannt.“ Auf Grund dieser Tatsachen könnte man auch ableiten, dass die evangelische Pfarrkirche in Ebersdorf, die aus einer im Jahre 1274 erwähnten Kapelle entstand, aus der Gründungszeit des Klosters Sonnefeld stammt bzw. mit der Klostergründung zusammenhängt. Diese ehemalige Kapelle kann den Konversen oder Laienbrüdern des Klosters als Gotteshaus gedient haben, da sie die Kirche der Nonnen nicht betreten durften. Im Jahre 1287 legte ein gewaltiger Brand das Kloster bei Ebersdorf oder Frohnlach in Schutt und Asche. Vierzehn Bischöfe verliehen auf der Reichssynode in Würzburg dem Kloster Ablässe. Laienbrüder zogen in den Bistümern von Kirche zu Kirche, verkündeten den Ablass und sammelten Spenden für den Wiederaufbau. So war das Kloster in der Lage, die notwendigen Gebäude im 14. Jahrhundert wieder zu errichten. Der Neubau erfolgte aber nicht mehr am alten Platz, sondern bei dem Dorfe Hofstädten. Nach der Fertigstellung wurde das Kloster nach Hofstädten verlegt. Frohnlach blieb im Eigentum des Klosters Sonnefeld, so lange es bestand. Die Bewohner erhielten vom Kloster die Grundstücke zur Bewirtschaftung und hatten dafür den Zehent abzuliefern sowie Frondienste zu leisten.
Im Laufe der Jahrhunderte waren auch Handwerker, wie Weißbüttner, Metzger, Bäcker und Gastwirte für das Kloster tätig. Die Gastwirtschaft war schon zu Klosterzeiten Wirtshaus und gehörte dem Kloster. So fanden die Bewohner von Frohnlach durch das Kloster ihren Unterhalt.
Nach der Auflösung des Klosters Sonnefeld im Jahre 1532 wurde es in das weltlich fürstliche Amt Sonnefeld umgewandelt. Nach der Misswirtschaft des Klosters in den letzten Jahrzehnten und den Auswirkungen des revolutionären Bauernkrieges gab es die ersten privaten Besitztümer.

### Dreißigjähriger Krieg
Vor dem Dreißigjährigen Krieg gab es zwei Dörfer, Forke und Frohnlach, die an der Ortsstraße lagen, welche die Sorge (heute: Neuensorg) mit Großgarnstadt verbindet. Ging man von der Sorge nach Großgarnstadt, lag Forke rechts der Straße und Frohnlach links der Straße.
Das Straßendorf wurde nicht nur durch lange und häufige Einquartierungen heimgesucht. Die Soldatenhorden plünderten, rissen Häuser ein oder brannten sie nieder. Kaiserliches Kriegsvolk, Ungarn, Kroaten, Lombay'sche und Holkens'sche Reiter und übel hausende Kronacher kamen in den Ort. Im Jahre 1635 war das Land so verarmt, „daß auch hier viele Leute Haus und Hof verlassen mußten, viele wegen Mangel der notwendigen Nahrung sich mit Erde, Kleie und Staubmehlbrot, Baumrinde, Leinkuchen, Treber, Hunden, Katzen, ja sogar mit Aas sättigten. Auch weil daraus giftige und abscheuliche Krankheiten entstanden, starben viele und mußten vor Hunger verschmachten. Da die Soldaten alle Pferde und Rinder weggeführt hatten, haben sich die Bauern selbst in die Pflüge gespannt, damit sie nur etwas anbauen möchten“.
Nach dem Dreißigjährigen Krieg gibt es keine Aufzeichnungen mehr über Forke. Es muss davon ausgegangen werden, dass der Ort Forke nicht mehr aufgebaut werden konnte. Der letzte Hof, der rechts der Straße lag, dürfte der Hofbauernhof gewesen sein, der von da an zu Frohnlach gehörte. Alle Bauernhöfe, die an der Birkelitha lagen, wurden für immer zerstört. Heute noch kann man Überreste aus diesen Höfen in Form von Keramik auf den Feldern an der Birkenleithe finden.

### Kriegszeiten
Als Napoleon I., aus Bayern kommend, gegen die Preußen zog, lagerten zwei Heeresteile auf dem Altfrohnlachsberg und bei der Dürrmühle. Funde an Ausrüstungsgegenständen und Münzen wurden in der Folgezeit immer wieder gemacht. Im Volksmund heißt die Quelle bei der Mühle das Napoleonsbrünnlein.
1826 fiel das Amt Sonnefeld und damit Frohnlach an das Herzogtum Sachsen-Coburg. An der Nahtstelle zwischen Nord- und Süddeutschland, eine von Herzog Casimir geschaffene Grenze zwischen Bayern und dem Herzogtum Coburg, an der „Feldschranke“ bei Frohnlach, wurde vor Inkrafttreten des Deutschen Zollvereins am 1. Januar 1834 ein schwunghafter organisierter Grenzschmuggel betrieben. Bis zu 500 Mann kamen in der Dunkelheit mit Packen bis zu 60 Pfund über die Grenze und verschafften sich guten Nebenverdienst. Der Schmuggelumschlagplatz auf der anderen Seite war in Schney.
Als im Jahr 1848 Frankreich seine „revolutionären Wellen“ aussandte, fanden sie auch in Frohnlach Widerhall. Darum wurde für einige Zeit zur Unterdrückung der „demagogischen Umtriebe“ weimarisches Militär ins Dorf verlegt. Im Deutsch-Französischen Krieg fanden zwei Frohnlacher den Tod, im Ersten Weltkrieg waren 51 Gefallene zu beklagen. Im Zweiten Weltkrieg fielen 54 Männer.

### Schule
1895/96 bekam Frohnlach eine eigene Schule, die 1935 ausgebaut und 1960 erweitert wurde. 1969 wurde sie in den Schulverband Ebersdorf eingegliedert. Dort unterrichteten 1975 drei Lehrkräfte.

### Zusammenschluss
1852 wurde Dürrmühle in die Gemeinde Frohnlach eingegliedert. Am 1. Mai 1978 wurde Frohnlach nach Ebersdorf eingemeindet.

## Wirtschaft und Infrastruktur

### Wirtschaft
Seit dem 14. Jahrhundert war in Frohnlach das Büttnerhandwerk zu Hause, überall erhoben sich im Dorfbild die Archen (Stapel vorbereiteter Zuberdauben). Die Büttner hatten ein gutes Auskommen und konnten den Schwürbitzer Flößern ihre Waren zum Verkauf bis nach Frankfurt am Main mitgeben. Durch eine Reihe von Bau-, Brenn- und Nutzholzrechten konnten sie aus dem Lichtenfelser Forst vorteilhaft Stämme beziehen. Das war den Forstjägern und dem Forstamt immer ein Dorn im Auge; immer wieder wurden diese Rechte beschnitten und eingeengt, so in den Jahren 1384, 1475, 1537, 1601 und 1752. 1793 gab es in Frohnlach noch 60 Weißbüttner, deren Zahl 1906 auf 3 zusammengeschrumpft war. Heute ist das Handwerk ausgestorben.
Als im nahen Michelau das Korbmacherhandwerk Fuß gefasst hatte, wandten sich die Frohnlacher diesem Beruf zu. Versuche einiger Frohnlacher Korbmacher, nach dem Ersten Weltkrieg Geschäfte zu gründen und die Korbwaren in industrieller Fertigung herzustellen, schlugen fehl und die Firmen gingen wieder ein. Nur einzelne Handwerksmeister konnten sich über Wasser halten. Die Korbmacher hatten bei guten Auftragsjahren ausreichend Verdienst, wurden aber nicht reich dabei. Es folgten schwere Zeiten wie 1929–1933, als eine große Arbeitslosigkeit und Hunger und Not bei den Korbmachern ständiger Gast war. Die Jahre 1934 bis 1939 brachten wieder einen Aufschwung durch die Aufrüstung im Dritten Reich, der aber durch den Beginn des Zweiten Weltkriegs gestoppt wurde. Nach 1945 waren die Artikel der Korbmacher, wie Flechtstühle, Hocker, Truhen usw. begehrte Haushaltsgegenstände und gute Tausch- und Schwarzhandelsobjekte, wenn sie auch nur aus Ersatzstoffen wie Span, Papierschnur und Pappe hergestellt waren. Bis nach Württemberg und Baden fuhren die Hersteller mit diesen Artikeln, um sie gegen Obst, Schnaps, Kartoffeln, Getreide und alles andere an Essbarem einzutauschen.
Nach der Währungsreform 1948 Anfang der 50er Jahre setzten sich die ersten selbständigen Unternehmer durch und lieferten ihre Waren direkt an die Kaufhäuser und Großhändler. Dadurch war die Grundlage zur industriellen Fertigung geschaffen und die Betriebe und Werkstätten wuchsen von Jahr zu Jahr. Dazu kam, dass in den durch den Krieg zerbombten Städten ein großer Nachholbedarf an diesen Gütern bestand und der Umsatz ständig stieg.
Die ansässigen Firmen produzieren heute, den Markterfordernissen entsprechend, überwiegend Polster- und Plastikmöbel in großen Industriebetrieben. Jeder der beiden größten Betriebe beschäftigte 1975 noch ca. 400 Arbeitskräfte.
Frohnlach war bis in zum Beginn des 21. Jahrhunderts ein Industriestandort für Möbel- und Polstermöbel. Bereits in den 1990ern begann der Verfall der Polstermöbel-Industrie in der gesamten Region, aufgrund deren Verlagerung in den ost- und südeuropäischen Raum, wegen der dort sehr viel günstigeren Arbeitskräfte. So mussten auch in Frohnlach viele Kleinbetriebe schließen. Heute existieren noch drei nennenswerte Firmen, die Polstermöbel und Bürostühle herstellen. Der größte Polstermöbelhersteller W. Schillig beschäftigte an vier Standorten 1200 Mitarbeiter (Stand: 2016). Etwa 500 Mitarbeiter waren es in Frohnlach im Jahr 2011. Am 12. Mai 2023 stellte das Unternehmen einen Antrag auf Eröffnung eines Insolvenzverfahrens in Eigenverwaltung beim Amtsgericht Coburg. Zu diesem Zeitpunkt waren 230 Mitarbeiter in Frohnlach beschäftigt. Der Polstermöbelhersteller Ewald Schillig hatte vor seiner Insolvenz im Sommer 2018 insgesamt 220 Mitarbeiter.

### Verkehr
Verkehrstechnisch ist Frohnlach gut angeschlossen. Es hat eine unmittelbare Anbindung an die Bundesstraße 303 (Schweinfurt – Wunsiedel). Eine Anschlussstelle der Autobahn A 73 befindet sich bei Ebersdorf bei Coburg, die nach Suhl und seit Herbst 2008 nach Bamberg führt.
Am 1. August 1901 bekam der Ort mit der Steinachtalbahn einen Anschluss an das Eisenbahnnetz. Am 30. Mai 1992 wurde der Güterverkehr eingestellt und im Jahr 2000 wurden die Gleise demontiert.

## Sonstiges
Bekannt ist Frohnlach unter anderem durch seinen erfolgreichen Fußballverein, den VfL Frohnlach, der am DFB-Pokal 1979/80 teilnahm.